# سامانه عددی نامتقارن
سامانه‌های عددی نامتقارن (به انگلیسی: Asymmetric numeral systems) با کوته‌نوشت ANS خانواده‌ای از روش‌های کدگذاری آنتروپی است که از سال ۲۰۱۴ در فشرده‌سازی داده‌ها استفاده می‌شود. دلیل اصلی اهمیت این سامانه‌ها «کارایی بهتر» در برابر روش‌های قبل است، یعنی تا ۳۰ برابر سریعتر از روش‌های پیشین است.
در ANS نسبت فشرده‌سازی در کدگذاری حسابی (که در این روش از توزیع احتمال نیمه دقیق استفاده می‌شود) با یک هزینه پردازشی ترکیب می‌شود، یعنی روشی مشابه کدگذاری هافمن دارد. در نوع جدول‌دار ANS که tANS نام دارد، این موضوع از طریق ساخت یک ماشین حالات متناهی انجام می‌شود، این ماشین بدون استفاده از ضرب، روی الفبای بزرگی اعمال می‌گردد.
ANS در سال ۲۰۱۴ توسط جاروسلاو (جارک) دودا از دانشگاه یاگیلونیا معرفی گردید.